# Eulalia contorta
Eulalia contorta là một loài thực vật có hoa trong họ Hòa thảo. Loài này được (Brongn.) Kuntze mô tả khoa học đầu tiên năm 1891.